# جائزة موناكو الكبرى 1972
جائزة موناكو الكبرى 1972 (بالفرنسية: Grand Prix automobile de Monaco 1972)‏ هو سباق فورمولا 1
أقيم بتاريخ 14 مايو 1972 في حلبة موناكو، موناكو، وأحد سباقات بطولة العالم لسباقات الفورمولا واحد موسم 1972، وكان أول المنطلقين إيمرسون فيتيبالدي.
فاز بالمركز الأول  جان بيير بيلتويسي، وكان صاحب أسرع لفة جان بيير بيلتويسي.